# Out of Control (Hoobastank)
Out Of Control è il primo singolo estratto dall'album
The Reason della band statunitense Hoobastank uscito nel 2003